# 29e cérémonie des Oscars
La 29e cérémonie des Oscars du cinéma eut lieu le mercredi 27 mars 1957 à 19h30 conjointement au Pantages Theatre à Hollywood et au NBC Century Theatre à New York.

## La cérémonie
- Maître de cérémonie : Jerry Lewis
- Producer : Johnny Green
- Directeur musical : Valentine Davies
- Dialoguistes : Arthur Phillips, Harry Crane, Hal Kanter
- Réalisateur retransmission télévisée (sur la NBC) : William A. Bennington

## Palmarès et nominations
Les gagnants sont indiqués ci-dessous en premier de chaque catégorie et en caractères gras.

### Meilleur film
- Le Tour du monde en quatre-vingts jours (Around the World in 80 Days) - Michael Todd, producteur
  - La Loi du Seigneur (Friendly Persuasion) - William Wyler, producteur
  - Géant (Giant) - George Stevens et Henry Ginsberg (en), producteurs
  - Le Roi et moi (The King and I) - Charles Brackett, producteur
  - Les Dix Commandements (The Ten Commandments) - Cecil B. DeMille, producteur

### Meilleur réalisateur
- George Stevens pour Géant

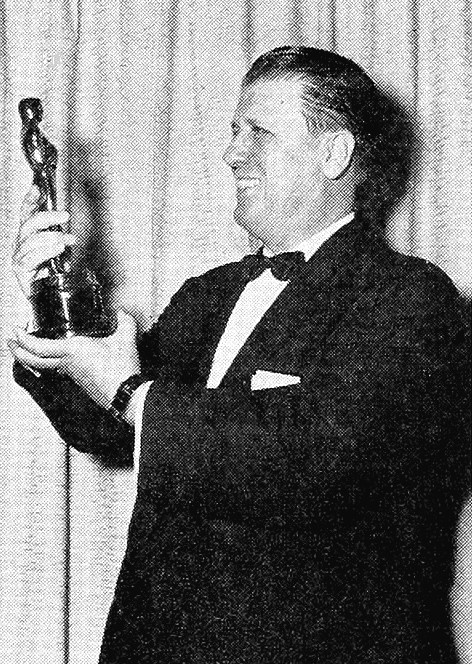
George Stevens avec son Oscar pour Géant.

  - Michael Anderson pour Le Tour du monde en quatre-vingts jours
  - Walter Lang pour Le Roi et moi
  - King Vidor pour Guerre et Paix (War and Peace)
  - William Wyler pour La Loi du Seigneur

### Meilleur acteur
- Yul Brynner dans Le Roi et moi
  - James Dean dans Géant
  - Kirk Douglas dans La Vie passionnée de Vincent van Gogh (Lust for Life) de Vincente Minnelli
  - Rock Hudson dans Géant
  - Laurence Olivier dans Richard III de Laurence Olivier

### Meilleure actrice
- Ingrid Bergman dans Anastasia d'Anatole Litvak
  - Carroll Baker dans Baby Doll d'Elia Kazan
  - Katharine Hepburn dans Le Faiseur de pluie (The Rainmaker) de Joseph Anthony
  - Nancy Kelly dans La Mauvaise Graine (The Bad Seed) de Mervyn LeRoy
  - Deborah Kerr dans Le Roi et moi

### Meilleur acteur dans un second rôle
- Anthony Quinn dans La Vie passionnée de Vincent van Gogh
  - Don Murray dans Arrêt d'autobus (Bus Stop) de Joshua Logan
  - Anthony Perkins dans La Loi du Seigneur
  - Mickey Rooney dans Le Brave et le Téméraire (The Bold and the Brave) de Lewis R. Foster
  - Robert Stack dans Écrit sur du vent (Written on the Wind) de Douglas Sirk

### Meilleure actrice dans un second rôle
- Dorothy Malone dans Écrit sur du vent
  - Mildred Dunnock dans Baby Doll
  - Eileen Heckart dans La Mauvaise Graine
  - Mercedes McCambridge dans Géant
  - Patty McCormack dans La Mauvaise Graine

### Meilleur scénario original
- Albert Lamorisse pour Le Ballon rouge d'Albert Lamorisse (France)
  - Robert Lewin pour Le Brave et le Téméraire
  - Andrew L. Stone pour Le Diabolique M. Benton (Julie) d'Andrew L. Stone
  - Federico Fellini et Tullio Pinelli pour La strada de Federico Fellini
  - William Rose pour Tueurs de dames (The Ladykillers) d'Alexander Mackendrick

### Meilleure histoire originale
- Robert Rich (alias Dalton Trumbo) pour Les clameurs se sont tues (The Brave One) d'Irving Rapper[1]
  - Leo Katcher pour Tu seras un homme, mon fils (The Eddy Duchin Story) de George Sidney
  - Edward Bernds et Elwood Ullman pour Haute Société (High Society) de Charles Walters[2]
  - Jean-Paul Sartre pour Les Orgueilleux d'Yves Allégret (France)
  - Cesare Zavattini pour Umberto D. de Vittorio De Sica (Italie)

### Meilleur scénario adapté
- James Poe, John Farrow et S.J. Perelman pour Le Tour du monde en quatre-vingts jours
  - Tennessee Williams pour Baby Doll
  - Fred Guiol et Ivan Moffat (en) pour Géant
  - Norman Corwin pour La Vie passionnée de Vincent Van Gogh
  - Michael Wilson pour La Loi du Seigneur [3]

### Meilleur film en langue étrangère
- La strada de Federico Fellini •  Italie
  - La Harpe de Birmanie (Biruma no tategoto) de Kon Ichikawa •  Japon
  - Le Capitaine de Köpenick (Der Hauptmann von Köpenick) de Helmut Käutner •  Allemagne
  - Gervaise de René Clément •  France
  - Qivitoq d'Erik Balling •  Danemark

### Meilleure photographie

#### En noir et blanc
- Joseph Ruttenberg pour Marqué par la haine (Somebody Up There Likes Me) de Robert Wise
  - Boris Kaufman pour Baby Doll
  - Harold Rosson pour La Mauvaise Graine
  - Burnett Guffey pour Plus dure sera la chute (The Harder They Fall) de Mark Robson
  - Walter Strenge pour Stagecoach to Fury (en) de William F. Claxton

#### En couleur
- Lionel Lindon pour Le Tour du monde en quatre-vingts jours
  - Harry Stradling Sr. pour Tu seras un homme, mon fils
  - Leon Shamroy pour Le Roi et moi
  - Loyal Griggs pour Les Dix Commandements
  - Jack Cardiff pour Guerre et Paix

### Meilleure direction artistique

#### En noir et blanc
- Cedric Gibbons, Malcolm Brown, Edwin B. Willis et F. Keogh Gleason pour Marqué par la haine
  - Hal Pereira, A. Earl Hedrick, Sam Comer et Frank R. McKelvy pour Un magnifique salaud (The Proud and Profane) de George Seaton
  - So Matsuyama pour Les Sept Samouraïs (Shichinin no samurai) d'Akira Kurosawa
  - Ross Bellah, William Kiernan et Louis Diage pour Une Cadillac en or massif (The Solid Gold Cadillac) de Richard Quine
  - Lyle R. Wheeler, Jack Martin Smith, Walter M. Scott et Stuart A. Reiss pour L'Enfant du divorce (Teenage Rebel) d'Edmund Goulding

#### En couleur
- Lyle R. Wheeler, John DeCuir, Walter M. Scott et Paul S. Fox pour Le Roi et moi
  - James W. Sullivan, Ken Adam et Ross Dowd pour Le Tour du monde en quatre-vingts jours
  - Boris Leven et Ralph S. Hurst pour Géant
  - Cedric Gibbons, Hans Peters, E. Preston Ames, Edwin B. Willis et F. Keogh Gleason pour La Vie passionnée de Vincent Van Gogh
  - Hal Pereira, Walter H. Tyler, Albert Nozaki (en), Sam Comer et Ray Moyer pour Les Dix Commandements

### Meilleurs costumes

#### En noir et blanc
- Jean Louis pour Une Cadillac en or massif
  - Helen Rose pour Les Grands de ce monde (The Power and the Prize) d'Henry Koster
  - Edith Head pour Un magnifique salaud
  - Kôhei Ezaki pour Les Sept Samouraïs
  - Charles Le Maire et Mary Wills pour L'Enfant du divorce

#### En couleur
- Irene Sharaff pour Le Roi et moi
  - Miles White pour Le Tour du monde en quatre-vingts jours
  - Moss Mabry et Marjorie Best pour Géant
  - Edith Head, Ralph Jester, John Jensen, Dorothy Jeakins et Arnold Friberg pour Les Dix Commandements
  - Maria De Matteis pour Guerre et Paix

### Meilleur son
- Carl Faulkner (20th Century Fox) pour Le Roi et moi
  - Buddy Myers (RKO Radio) pour Les clameurs se sont tues (The Brave One) d'Irving Rapper
  - John P. Livadary (Columbia SSD) pour Tu seras un homme, mon fils
  - Gordon R. Glennan (Westrex Sound Services) et Gordon Sawyer (Samuel Goldwyn SSD) pour La Loi du Seigneur
  - Loren L. Ryder (Paramount Pictures SSD) pour Les Dix Commandements

### Meilleure musique originale

#### Film de fiction
- Victor Young pour Le Tour du monde en quatre-vingts jours
  - Alfred Newman pour Anastasia
  - Hugo Friedhofer pour Le Temps de la colère (Between Heaven and Hell) de Richard Fleischer
  - Dimitri Tiomkin pour Géant
  - Alex North pour Le Faiseur de pluie

#### Film musical
- Alfred Newman & Ken Darby pour Le Roi et moi
  - Lionel Newman pour Les Rois du jazz (The Best Things in Life Are Free) de Michael Curtiz
  - Morris Stoloff et George Duning pour Tu seras un homme, mon fils
  - Johnny Green et Saul Chaplin pour Haute Société
  - George E. Stoll et Johnny Green pour Viva Las Vegas (Meet Me in Las Vegas) de Roy Rowland

### Meilleure chanson
- Jay Livingston et Ray Evans pour "Que Sera, Sera (Whatever Will Be, Will Be)" de L'Homme qui en savait trop d'Alfred Hitchcock
  - Dimitri Tiomkin (musique) et Paul Francis Webster (paroles) pour « Friendly Persuasion (Thee I Love) » dans La Loi du Seigneur
  - Cole Porter pour « True Love » dans Haute Société
  - Leith Stevens (musique) et Tom Adair (paroles) pour « Julie » dans Le Diabolique M. Benton
  - Victor Young (musique) (nomination à titre posthume) et Sammy Cahn (paroles) pour « Written on the Wind » dans Écrit sur du vent

### Meilleur montage
- Gene Ruggiero et Paul Weatherwax pour Le Tour du monde en quatre-vingts jours
  - Merrill G. White pour Les clameurs se sont tues
  - William Hornbeck, Philip W. Anderson et Fred Bohanan pour Géant
  - Albert Akst pour Marqué par la haine
  - Anne Bauchens pour Les Dix Commandements

### Meilleurs effets spéciaux
- John Fulton pour Les Dix Commandements
  - Arnold Gillespie, Irving G. Ries et Wesley C. Miller pour Planète interdite (Forbidden planet) de Fred M. Wilcox

### Meilleur long métrage documentaire
- Le Monde du silence de Jacques-Yves Cousteau et Louis Malle (France)
  - Hvor bjergene sejler du comité du cinéma du Danemark
  - The Naked Eye de Louis Clyde Stoumen (en)

### Meilleur court métrage

#### Prises de vues réelles une bobine
- Crashing the Warrior Barrier produit par Konstantin Kaiser
  - I Never Forget a Face produit par Robert Youngson
  - Time Stood Still produit par Cedric Francis

#### Prises de vues réelles deux bobines
- The Beskop Overcoat de Jack Clayton
  - Cow Dog produit par Larry Lansburgh
  - The Dark Wave produit par John Healy
  - Samoa produit par Walt Disney

#### Documentaire
- The True Story of the Civil War de Louis Oyde Stoumen
  - Disneyland de Ward Kimball
  - A City Decides de Charles Guggenheim & Assocs.
  - The Dark Wave de John Healy
  - The House Without a Name de Valentine Davies

#### Animation
- Mister's Magoo puddle jumper produit par Stephen Bosustow (en)
  - Gerald McBoing! Boing! on Planet Moo produit par Stephen Bosustow
  - The Jaywalker produit par Stephen Bosustow

## Oscars spéciaux

### Oscar Irving G. Thalberg Memorial
- Buddy Adler

### Oscar Humanitaire Jean Hersholt
- Y. Frank Freeman (en)

### Oscar d’honneur
- Eddie Cantor pour services rendus à l’industrie du film

### Oscar de la technique
- Construction Dept. of M-G-M Studio pour une machine à brouillard portative
- Technical Departments of Paramount Pictures Corp. pour la création d’un spot léger à mouvement horizontal pour une caméra VistaVision
- Daniel J. Bloomberg, John Pond et William Wade (Engineering and Camera Departments of Republic Studio) pour l’adaptation de la caméra Mitchell au format Naturama
- Ted Hirsch, Carl Hauge et Edward Reichard (Consolidated Film Industries) pour un procédé de montage en laboratoire
- Richard H. Ranger (Rangertone, Inc.) pour le développement d’un procédé d’enregistrement sonore synchrone sur bande magnétique
- Roy C. Stewart, C.R. Daily, Sons of Stewart-Trans Lux Corp. et Transparency Dept. of Paramount Pictures Corp. pour la mise au point des formats de projections HiTrans et Para-HiTrans

## Longs métrages de fiction par Oscars

### Cinq Oscars
- Le Tour du monde en quatre-vingts jours
- Le Roi et moi

### Deux Oscars
- Marqué par la haine

### Un Oscar
- Les Dix Commandements
- Une Cadillac en or massif
- Géant
- La strada
- L'Homme qui en savait trop
- Anastastia
- La Vie passionnée de Vincent Van Gogh
- Écrit sur du vent
- Les clameurs se sont tues
- Le Ballon rouge

## Longs métrages de fiction par nominations

### Dix nominations
- Géant

### Neuf nominations
- Le Roi et moi

### Huit nominations
- Le Tour du monde en quatre-vingts jours

### Sept nominations
- Les Dix Commandements

### Six nominations
- La Loi du Seigneur

### Quatre nominations
- Baby Doll
- La Vie passionnée de Vincent Van Gogh
- Tu seras un homme, mon fils

### Trois nominations
- Haute Société
- Écrit sur du vent
- Marqué par la haine
- La Mauvaise Graine
- Guerre et Paix

### Deux nominations
- Le Faiseur de pluie
- Le Diabolique M. Benton
- La strada
- Les Sept Samouraïs
- Une Cadillac en or massif
- L'Enfant du divorce
- Anastasia
- Les clameurs se sont tues

### Une nomination
- Arrêt d'autobus
- Tueurs de dames
- Le Ballon rouge
- Les clameurs se sont tues
- Les Orgueilleux
- Umberto D.
- Les Grands de ce monde
- Stagecoach to Fury (en)
- Le Capitaine de Köpenick
- Gervaise
- La Harpe de Birmanie
- Qivitoq
- Plus dure sera la chute
- Un magnifique salaud
- Le Temps de la colère
- Les Rois du jazz
- Viva Las Vegas
- L'Homme qui en savait trop
- Planète interdite
- Le Brave et le Téméraire
- Richard III